# Dikirion a trikirion

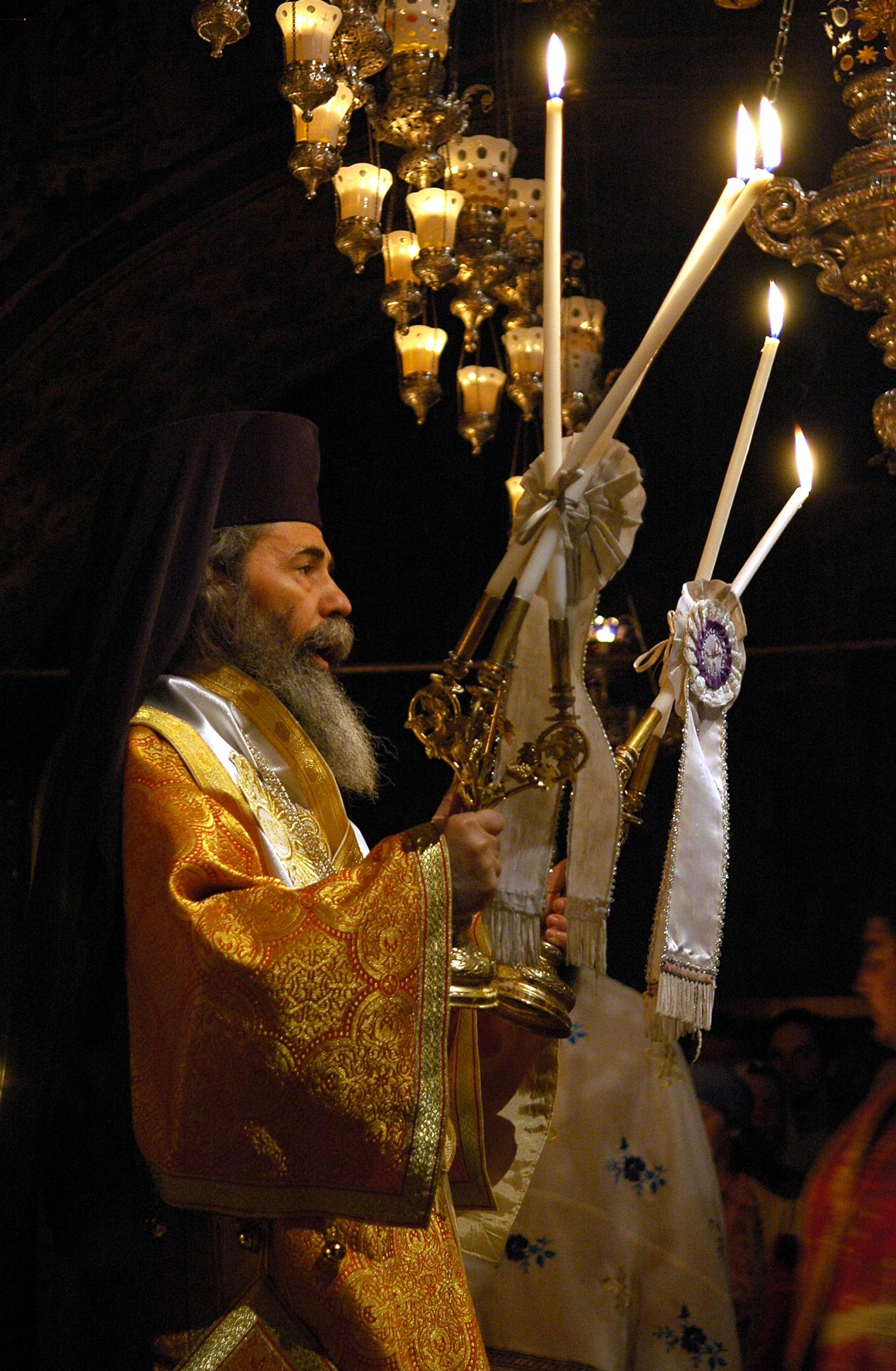
Patriarcha Theofilos III. žehná dikirionem a trikirionem

Dikirion (řecky δικήριον nebo δίκηρον, česky dvojitá svíce) a trikirion (τρικήριον nebo τρίκηρον, česky trojitá svíce) jsou liturgické držáky na svíce, uzpůsobené k použití při biskupském svátostném požehnání při biskupské liturgii. Jsou užívány v Pravoslaví a Východními katolickými církvemi.

## Charakteristika
Svícen určený pro držení v levé ruce má dva úchyty na dvě vzájemně se křížící svíce. Jejich teologický význam je dvojitá přirozenost Ježíše Krista.
 Svícen pro pravou ruku má tři úchyty též pro vzájemně křížící se svíce, které symbolizují Boží Trojici. Oba svícny mají plochý podstavec a mohou samostatně stát během liturgie na oltáři.

## Liturgické užití
Pokud má biskup požehnat dikirionem a trikirionem, podají mu je hyppodiakoni (podjáhni). Ti je nesou i během liturgického vchodu. Během žehnání biskup provádí dikirionem a trikirionem znamení kříže, oběma zároveň.

## Galerie

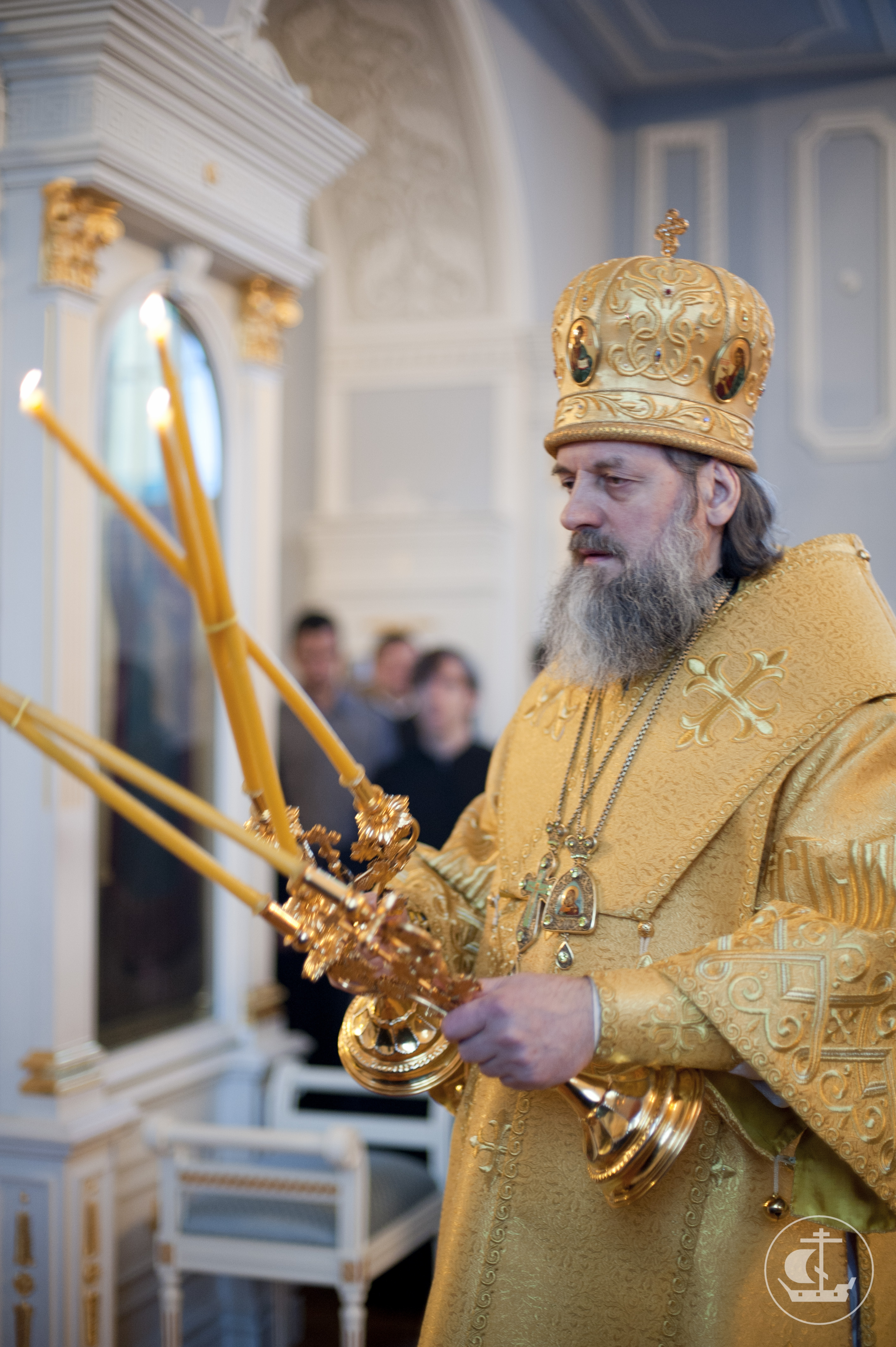
Arcibiskup Innocent, metropolita Vilniusu a celé Litvy žehná dikirionem a trikirionem (2013)
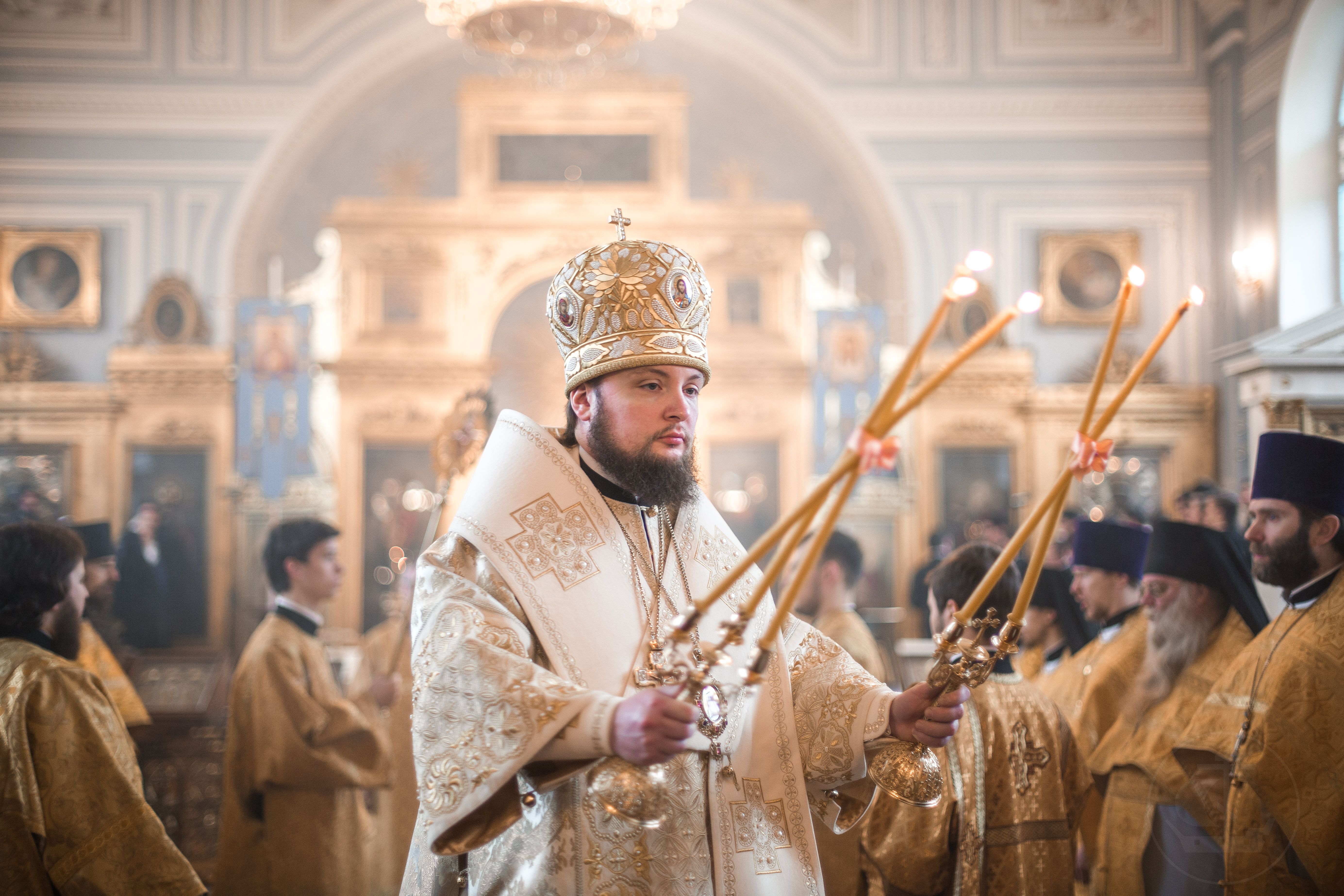
Biskup Serafím žehná přítomnému kléru a věřícím (2019)
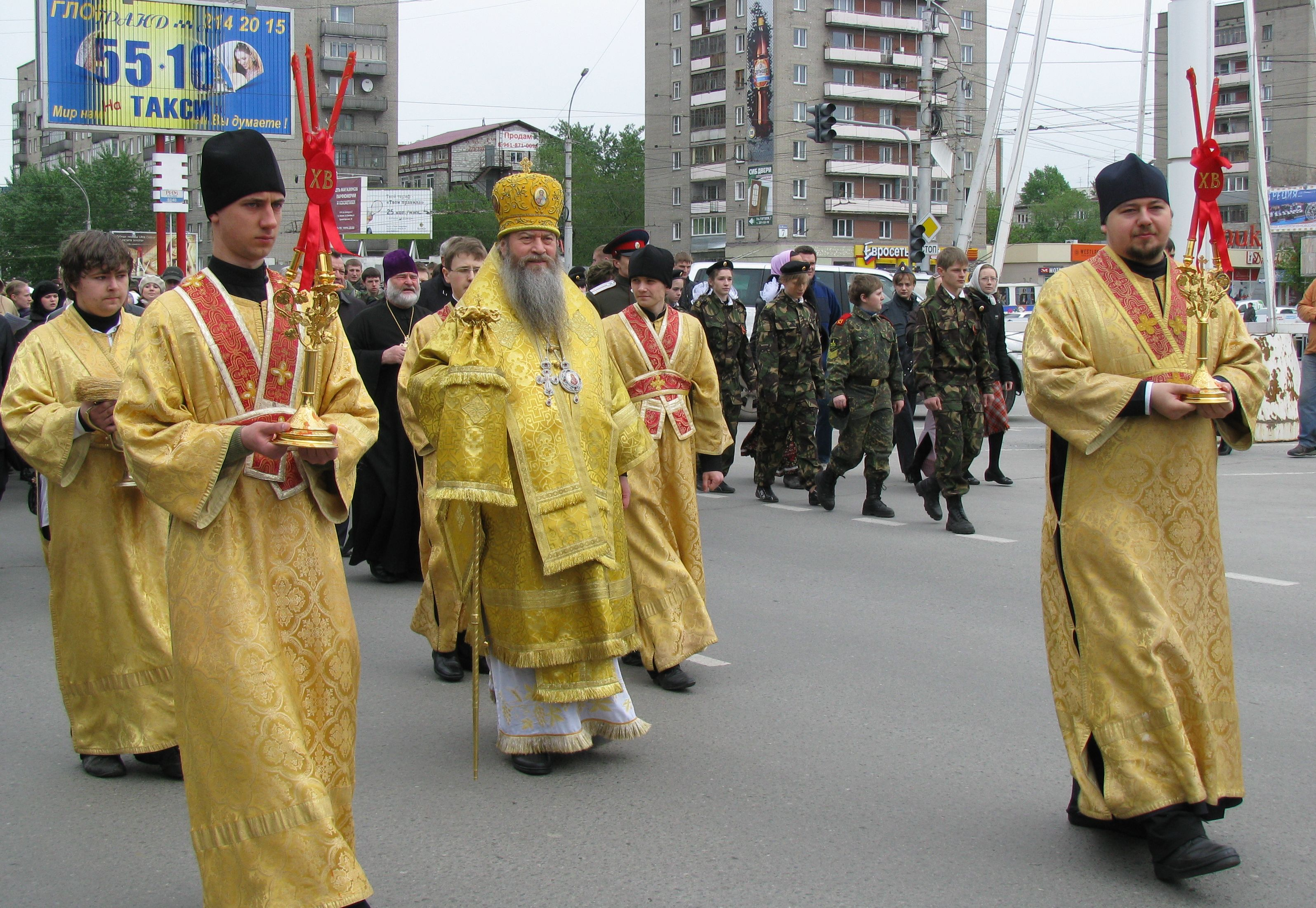
Hyppodiakoni jdou před biskupem a nesou dikirion a trikirion (2009)